# Malta na Mistrzostwach Świata w Lekkoatletyce 2009
Malta na Mistrzostwach Świata w Lekkoatletyce 2009 – reprezentacja Malty podczas mistrzostw w Berlinie liczyła 1 zawodnika. 

## Występy reprezentantów Malty[1]
| Konkurencja            | Zawodnik         | Eliminacje | Eliminacje | Ćwierćfinał | Ćwierćfinał | Półfinał | Półfinał | Finał | Finał   |
| Konkurencja            | Zawodnik         | Wynik      | Pozycja    | Wynik       | Pozycja     | Wynik    | Pozycja  | Wynik | Pozycja |
| ---------------------- | ---------------- | ---------- | ---------- | ----------- | ----------- | -------- | -------- | ----- | ------- |
| Bieg na 200 m mężczyzn | Nikolai Portelli | 22,11      | 57         | NQ          | NQ          | NQ       | NQ       | NQ    | NQ      |